# 纳奇兹 (路易斯安那州)
纳奇兹（英語：Natchez），是美国路易斯安那州下属的一座村镇。根据2010年美国人口普查，该市有人口597人。建置上，属于“village”。